# Messier 15
Messier 15 este un obiect ceresc care face parte din Catalogul Messier, întocmit de astronomul francez Charles Messier.